# هدام (إب)

تعديل مصدري - تعديل

هدام هي إحدى قرى عزلة الحوج القبلي بمديرية إب التابعة لمحافظة إب، بلغ تعداد سكانها 415 نسمة حسب تعداد اليمن لعام 2004.